# Хутаба, Баграт Рашович
Баграт Рашович Хутаба (род. 10 февраля 1982) — российский борец вольного стиля, тренер по борьбе, абхазский политический деятель; Чрезвычайный и Полномочный посол Абхазии в Сирии. Мастер спорта России международного класса.

## Биография
Занимался вольной борьбой. Боролся в тяжёлой весовой категории. В августе 2001 года стал бронзовым призёром юниорского чемпионата мира в Ташкенте. 30 августа 2016 года указом президента Абхазии Рауля Хаджимба назначен председателем государственного комитета по физической культуре и спорту Республики Абхазия. В сентябре 2019 года по просьбе Федерации спортивной борьбы Сирии был главным тренером сборной на чемпионате мира в Нур-Султане. Является тренером своего младшего брата Баджи Хутаба.
С 18 октября 2023 года — специальный представитель президента Республики Абхазия по взаимодействию со странами Ближнего Востока.

## Семья
- Отец: Раш — мастер спорта международного класса по вольной борьбе, чемпион Европы и СССР;
- Младший брат: Баджа — российский и сирийский борец вольного стиля;

## Спортивные достижения
- Чемпионат мира по борьбе среди юниоров 2001 — ;